# Total Guitar
Total Guitar est un magazine mensuel britannique, publié par le groupe Future plc depuis 1994. Il vise principalement un public de guitaristes débutants ou amateurs qui souhaitent se perfectionner. Il se vend en moyenne à environ 21 000 exemplaires par mois en 2012. Il comprend des tutoriels, des tablatures acoustique, rock, blues, punk, metal, des interviews de guitaristes, des études de leur style de jeu et des présentations de modèles de guitares et d'accessoires (amplis, pédales d'effet, etc.). Chaque magazine est vendu avec un CD de démo accompagnant les tablatures ainsi que, souvent, une leçon dispensée par un guitariste professionnel.